# Donji Petrovići
Donji Petrovići (szerbül: Доњи Петровићи) szerb falu Bosznia-Hercegovinában, a Szerb Köztársaságban, Krupa na Uni községben.

## Fekvése
Bosznia-Hercegovina nyugati részén, Banja Lukától légvonalban 73, közúton 113 km-re nyugatra, Prijedortól légvonalban 40, közúton 64 km-re délnyugatra, a Vojskova-patak völgye feletti dombokon fekszik. 

## Népessége
| Nemzetiségi csoport | Népesség 1991 | Népesség 2013 |
| ------------------- | ------------- | ------------- |
| Szerb               | 333           | 196           |
| Bosnyák             | 0             | 0             |
| Horvát              | 0             | 0             |
| Jugoszláv           | 0             | 0             |
| Egyéb               | 2             | 0             |
| Összesen            | 335           | 196           |

## Története
Az akkor még egységes Petrovići 1878-ig tartozott az Oszmán Birodalomhoz, majd az Osztrák-Magyar Monarchia része lett. 1879-ben az első osztrák-magyar népszámlálás során a faluban 130 házat és 757 ortodox szerb lakost számláltak. 1910-ben az akkor már különálló Donji Petrovićinek, mely Grabovac és Lipa településeket is magában foglalta 73 háza és 507 ortodox szerb lakosa volt. A monarchia szétesésével 1918-ben előbb a Szerb-Horvát-Szlovén Királyság, majd 1929-től a Jugoszláv Királyság része. 1921-ben a faluban 72 házat és 472 lakost számláltak. 1945-től a település a szocialista Jugoszlávia része volt. A boszniai háború idején a falu szerb félkatonai alakulatok ellenőrzése alatt állt. 

## Nevezetességei
Szent Panteleimon tiszteletére szentelt pravoszláv temploma egyhajós, keletelt épület. Harangtornya a nyugati homlokzat előtt áll, alatta nyitott előtérrel. A félköríves apszis a keleti oldalon található. A templom mellett található a falu temetője.